# 庵谷大橋
庵谷大橋（いおりだにおおはし）は、富山県富山市（旧細入村）の神通川左岸沿いに架かる国道41号（国道360号重複）の橋である。

## 概要
同橋開通以前は、旧庵谷トンネルの北側出口を出てすぐ大きく左に曲がって高山本線の崖下沿いを走っていた。この急カーブを改善し安全性を高めるため、1985年（昭和60年）に同橋が着工され、1987年（昭和62年）11月24日に竣工した。
- 橋長 - 177 m
- 幅員 - 13 m